# Albert Hilton
Albert Victor Hilton, baron Hilton d'Upton, (14 février 1908 - 3 mai 1977) est un ouvrier agricole britannique et responsable syndical qui devient député du parti travailliste au Parlement et pair à vie.

## Biographie
Hilton est issu d'une famille du Norfolk et est né à South Walsham. Il fréquente une école primaire à Upton avant d'aller travailler comme ouvrier agricole. C'est un jeune sportif qui aime jouer au football, notamment pour l'équipe du comté de Norfolk en 1932. Il est également prédicateur laïc méthodiste à partir de 1932. Membre du Syndicat national des travailleurs agricoles, il est permanent syndical de la région de Swaffham.
En 1936, Hilton, qui est un militant du Parti travailliste, devient salarié à temps plein du Parti travailliste de la circonscription d'East Norfolk. Il est responsable de l'organisation de la campagne lors de l'élection partielle de East Norfolk en 1939. Pendant la Seconde Guerre mondiale, Hilton sert dans le Royal Army Service Corps avec le grade de caporal. Il épouse Nelly Simmons en 1944; ils ont deux fils, tous deux décédés avant lui.
Après la fin de la guerre, Hilton quitte le Parti travailliste pour devenir un responsable de l'Union nationale des travailleurs agricoles. Il est nommé juge de paix en 1949, devenant vice-président des magistrats de Swaffham, et en 1951 est élu au conseil du comté de Norfolk.
Le député travailliste en exercice de la circonscription marginale du sud-ouest de Norfolk, Sidney Dye, est tué dans un accident de voiture en décembre 1958. Hilton est choisi pour reprendre un siège gagné à une majorité des 193 voix. Avec une circonscription en grande partie agricole, il se concentre sur des questions telles que la nationalisation des terres et l'abolition des chalets liés, et réussit à gagner par 1 354 voix. Cependant, lors des élections générales quelques mois plus tard, Hilton n'obtient que 78 voix de majorité.
Hilton est un député généralement loyal. Dans ses premiers mois, il signe une motion contre la constitution de stocks d'armes nucléaires des États-Unis au Royaume-Uni; en apprenant que cette position n'est pas approuvée par la direction, il retire sa signature. Lors des élections à la direction de 1960, il soutient publiquement Hugh Gaitskell. Il reste impliqué dans son syndicat et en mai 1960 est élu premier vice-président; à la fin de 1960, Hilton fait partie d'une délégation de six députés en Rhodésie et au Nyassaland.
En octobre 1961, Hilton est élu au Comité exécutif national du Parti travailliste de la section syndicale, remplaçant le candidat précédent du Syndicat national des travailleurs agricoles. Lors de la conférence du Parti travailliste de 1963, il répond au nom du NEC à un débat sur les chalets liés et déclare qu'un gouvernement travailliste rendrait impossible l'expulsion du locataire d'un chalet lié sans fournir un autre logement.
La circonscription agricole de Hilton s'éloigne des travaillistes, contre le mouvement national. Aux élections générales de 1964, il est battu par les conservateurs et remplace Edwin Gooch, qui a été député travailliste de North Norfolk jusqu'à sa mort, en tant que président du Syndicat national des travailleurs agricoles. Il est nommé membre du conseil d'administration de la British Sugar Corporation Ltd en 1965, et plus tard cette année-là, le 11 mai, est créé pair à vie, prenant le titre de baron Hilton d'Upton, de Swaffham dans le comté de Norfolk.
Il est Lord-in-waiting (whip junior) à la Chambre des lords à partir de 1966. Il est également nommé au Conseil de planification économique d'East Anglia en 1966 et président du National Brotherhood Movement au sein de l'Église méthodiste en 1967. En 1971, Lord Hilton se rebelle pour voter en faveur de la candidature britannique à l'adhésion aux Communautés européennes. Sa femme est décédée le 3 septembre 1976, ce qui affecte Hilton qui était également de mauvaise santé et il est décédé en 1977 à l'âge de 69 ans.